# Ilex dioica
Ilex dioica là một loài thực vật có hoa trong họ Aquifoliaceae. Loài này được (Vahl) Griseb. mô tả khoa học đầu tiên năm 1861.